# Paradinha e Nagosa
Paradinha e Nagosa (oficialmente: União das Freguesias de Paradinha e Nagosa) é uma freguesia portuguesa do município de Moimenta da Beira, com 12,09 km² de área e 229 habitantes (censo de 2021). A sua densidade populacional é 18,9 hab./km².

## História
Foi criada aquando da reorganização administrativa de 2012/2013,  resultando da agregação das antigas freguesias de Paradinha e Nagosa.

## Demografia
A população registada nos censos foi:
| Distribuição da População por Grupos Etários | Distribuição da População por Grupos Etários | Distribuição da População por Grupos Etários | Distribuição da População por Grupos Etários | Distribuição da População por Grupos Etários | Distribuição da População por Grupos Etários |
| -------------------------------------------- | -------------------------------------------- | -------------------------------------------- | -------------------------------------------- | -------------------------------------------- | -------------------------------------------- |
| Antes da agregação                           |                                              |                                              |                                              |                                              |                                              |
| Ano                                          | 0-14 anos                                    | 15-24 anos                                   | 25-64 anos                                   | >= 65 anos                                   | Total                                        |
| 2001                                         | 29                                           | 34                                           | 119                                          | 113                                          | 295                                          |
| 2011                                         | 31                                           | 15                                           | 104                                          | 86                                           | 236                                          |
| Após a agregação                             |                                              |                                              |                                              |                                              |                                              |
| Ano                                          | 0-14 anos                                    | 15-24 anos                                   | 25-64 anos                                   | >= 65 anos                                   | Total                                        |
| 2021                                         | 23                                           | 21                                           | 91                                           | 94                                           | 229                                          |